# 大波兰省
大波蘭省（波蘭語：województwo wielkopolskie）是位於波蘭中西部的一個省份，首府為波茲南，除此之外，主要城市尚有莱什诺、卡利什和格涅兹诺等，現在的管轄區是於1999年1月1日劃分出來的，而大波蘭省為前波茲南省、卡利什省、科寧省、皮瓦省和萊什諾省整併而成的。大波蘭省的面積與古代波蘭的地理名稱大波蘭相若。當地有「波蘭的搖籃」之稱。大波蘭是波蘭面積第二大省，人口第三多省份。
目前大波蘭省面積29,826平方公里，人口3,359,000人，人口密度每平方公里112人。